# Мамаш-хан
Мухмаммад Хусейн, Мама́ш-хан (каз. Мамаш хан / Mamaş han) — казахский хан, правитель Казахского ханства в 1521—1521/1522 годах.
Старший сын Касым-хана.

## Биография
Мамаш-султан стал ханом Казахского ханства после смерти его отца — Касым-хана.
Впервые Мамаш упоминается в 1513 году, когда Касым-хан приказал ему вместе с другими казахскими султанами встретить Могольского хана Саида. По словам Мирзы Хайдара, на тот момент Мамашу было лет под пятьдесят. Похоже, он, как и отец, обладал качествами отважного витязя и искусного полководца, которые во время военных времен были нужны.
Из архивных документов следует, что некоторое время после смерти Касым-хана трон казахского государства пустовал и за него вели борьбу два казахских султана. В своей грамоте З. Зудов после сообщения о смерти Касым-хана писал: 

«А его два салтана, и они ся ещё меж собою бронят, а на царстве никто не сел»
. Известные нам письменные источники не содержат фактических данных, которые прояснили бы подробности этой междоусобицы. Победу в ней, одержал Мамаш, сын Касым-хана. Средневековые мусульманские историки говорят о нём как о следующем после Касыма казахском правителе. Неизвестно, были ли у него дети.

## Правление
При правлении Мамаш-хан не смог противостоять против Ногайской орды, которая захватила территорию до р. Тургай.
Правление Мамаш-хана было недолгим, междоусобицы султанов-джучидов на время ослабили Казахское ханство. Вскоре в 1521/1522 году, Мамаш хан погиб в одном из сражений. Он «… погиб от удушья из-за множества передвижений и тяжести боевого оружия» в 928 году хиджры, то есть в период между 1 декабря 1521 и 19 ноября 1522 года.
По сообщению Мухаммада Хайдара после его смерти на ханский престол взошёл сын Адик-султана — Тахир-хан.